# 1559
Năm 1559 (số La Mã: MDLIX) là một năm thường bắt đầu vào ngày Chủ nhật trong lịch Julius.

## Sinh
- 21 tháng 2 - Nỗ Nhĩ Cáp Xích, một thủ lĩnh của bộ tộc Nữ Chân.